# Schweizer Badmintonmeisterschaft 1962
Die Schweizer Badmintonmeisterschaft 1962 fand vom 3. bis zum 4. Februar 1962 in Lausanne statt. Es war die achte Austragung der nationalen Titelkämpfe im Badminton in der Schweiz.

## Medaillengewinner
| Disziplin    | Gold                               | Silber                               | Bronze                           |
| ------------ | ---------------------------------- | ------------------------------------ | -------------------------------- |
| Herreneinzel | Heinz Honegger                     | Jürg Honegger                        | Edgar Schneider                  |
| Dameneinzel  | Monique Poffet                     | Suzy Grob                            | Dora Hörnlimann                  |
| Herrendoppel | Jürg Honegger Heinz Honegger       | Edgar Schneider Tilbert Haberfeld    | Hans-Peter Conzett Albert Abrach |
| Damendoppel  | nicht ausgetragen                  | nicht ausgetragen                    | nicht ausgetragen                |
| Mixed        | Hans-Peter Conzett Dora Hörnlimann | Tilbert Haberfeld Vreni Schkölzinger | Edgar Schneider E. Häner         |

Anmerkung
In 24 Heures sind Sieger und Zweitplatzierte im Mixed und Dameneinzel in ungedrehter Reihenfolge gelistet.